# 등화관제등
등화관제등(燈火管制燈)은 운전자가 수평으로 확산된 광선을 투사하도록 설계된 자동차 조명으로, 등화관제를 위하여 사용된다. 군에서는 등화관제와 관련하여 적의 시야를 제한해 차량의 은닉을 유지해야 하는 야간에 사용하기 위해 사용된다.

## 종류
- 등화관제 전조등
- 등화관제 표시등
- 등화관제 정지등

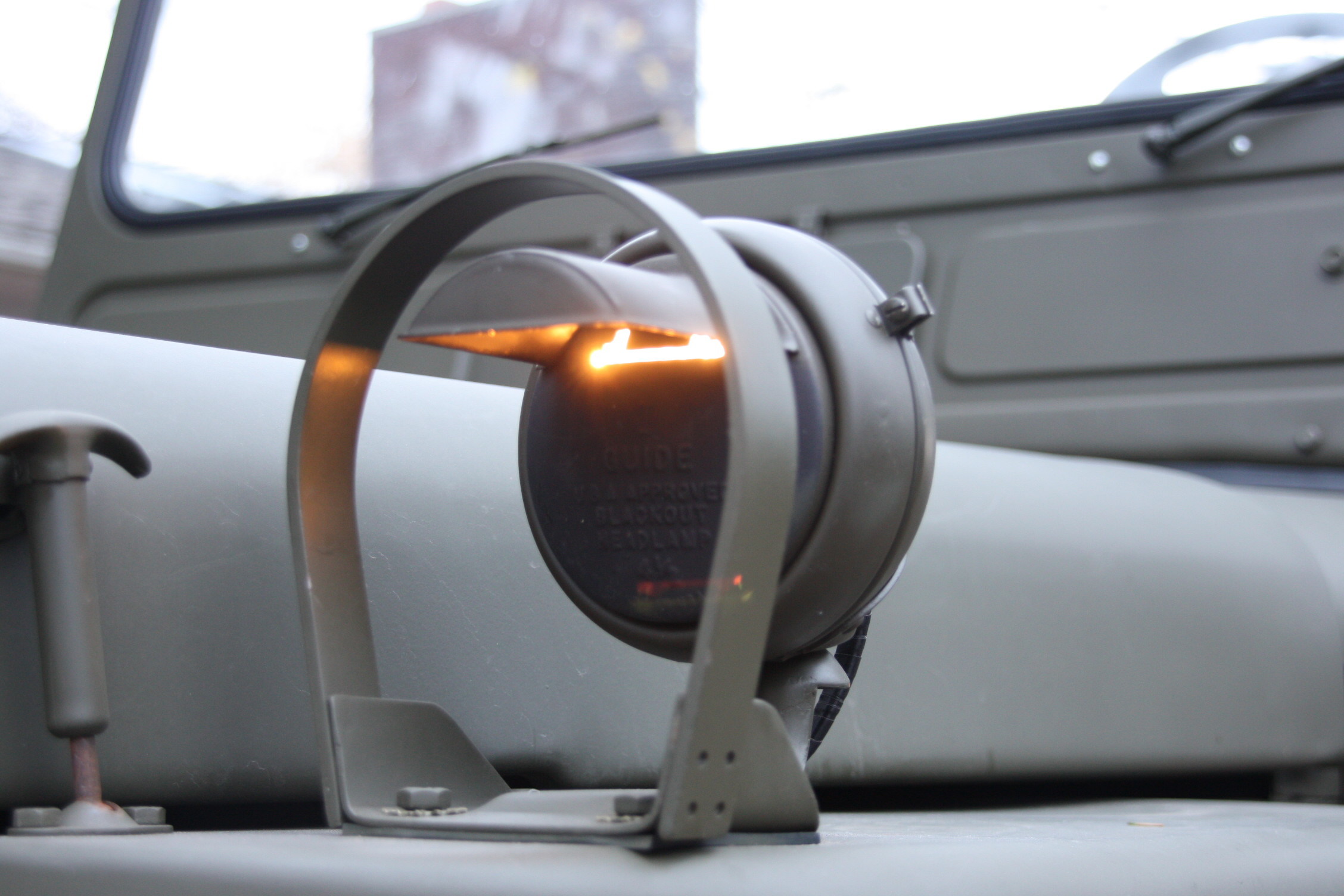
M38의 등화관제 주행등
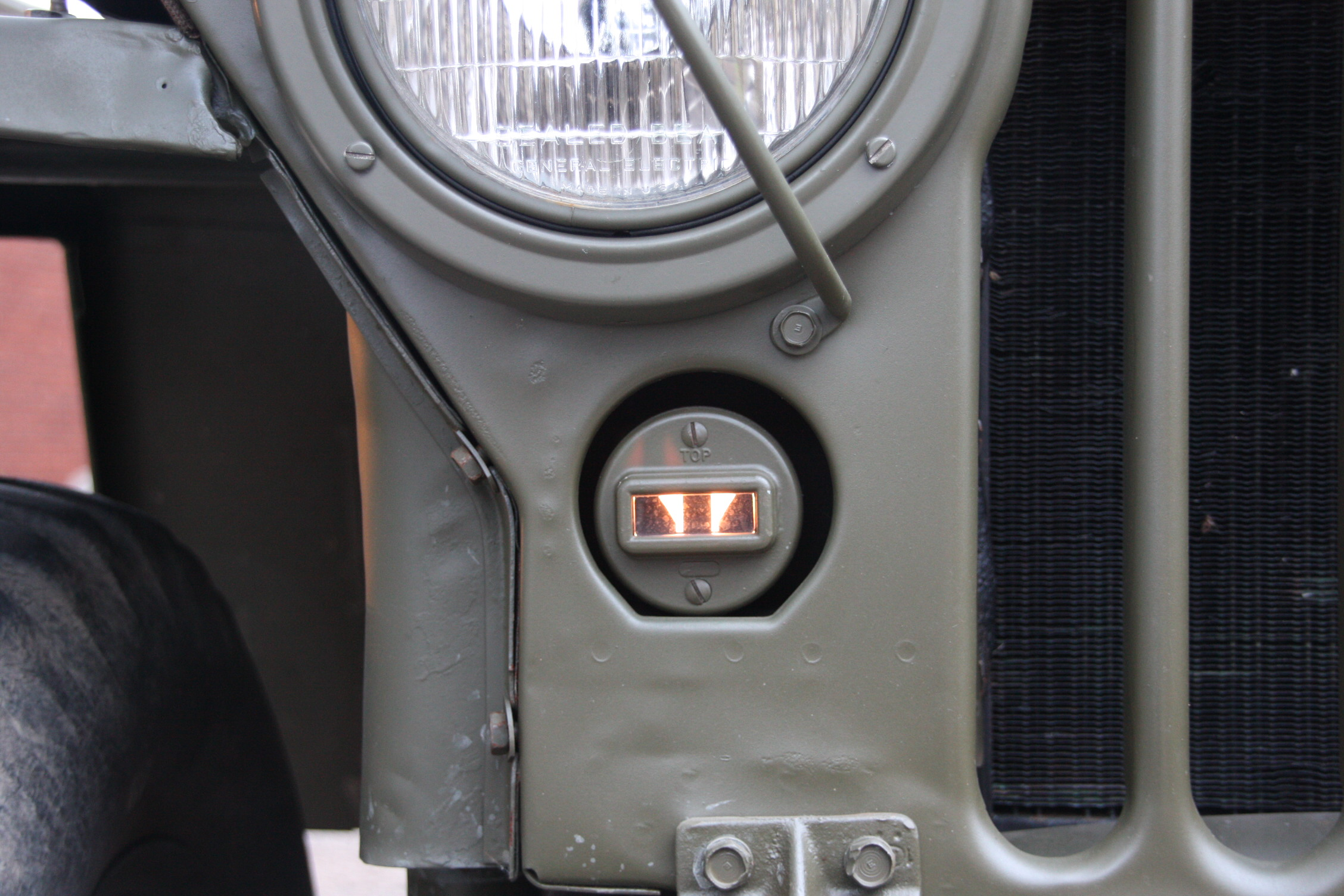
M38의 전면 등화관제 표시등
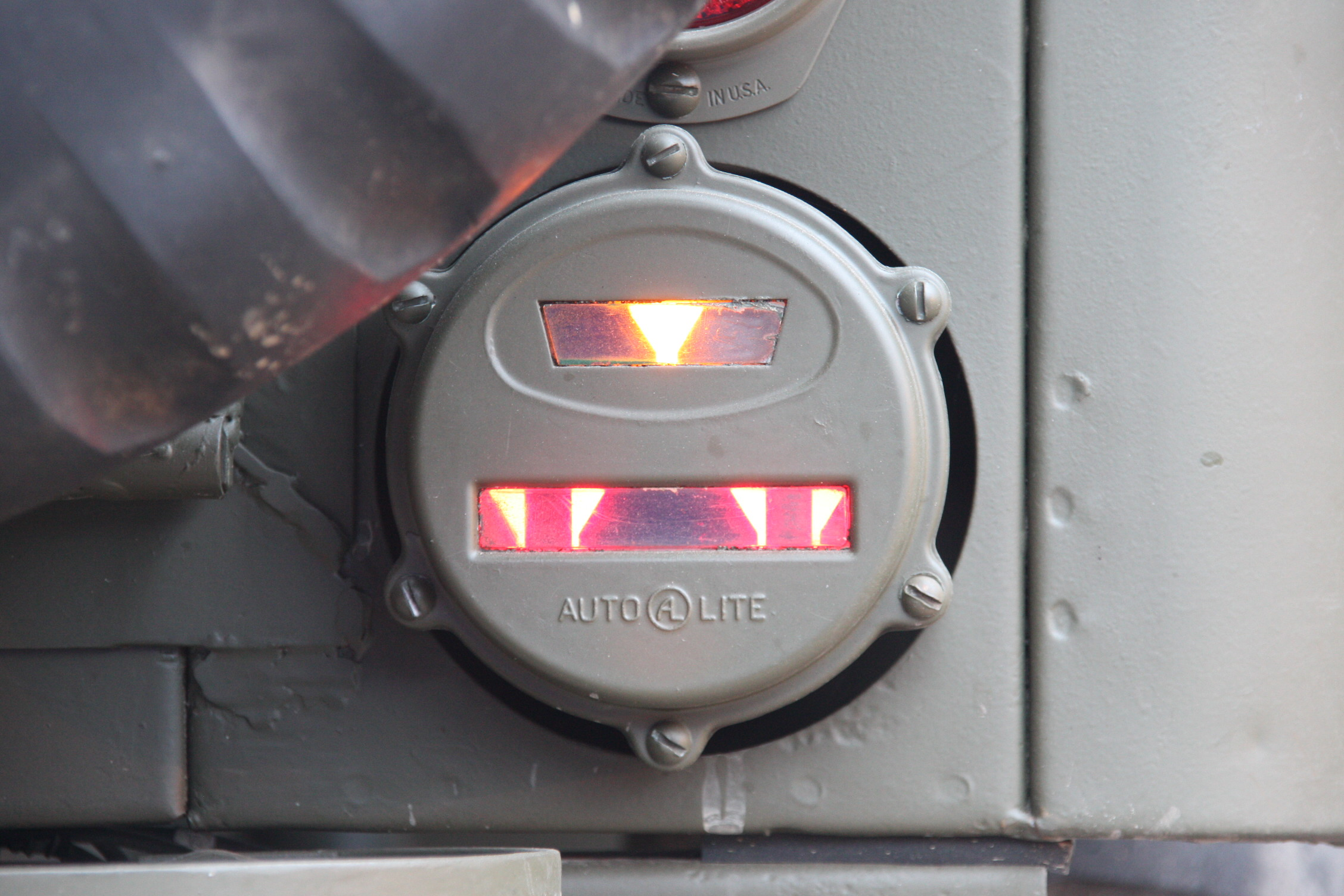
M38의 등화관제 정지등(위)과 후면 등화관제 표시등(아래)

## 조작
군용차량에는 조명을 제어하는 스위치가 있는데, 이 스위치는 라이트가 켜지기 전에 눌러야 하는 스위치의 잠금장치를 통해 차량의 등화나 기타 등화류가 실수로 켜지는 것을 방지하는데 사용된다.

## 대한민국 국내의 민수용 자동차

### 설명
1984년 9월부터 생산된 자동차 가운데 교통부에서 지정한 자동차는 도로운송차량 보안규칙 제39조의 2(1987년 9월 28일 이후 자동차 안전기준에 관한 규칙 제41조, 1994년 이후 제46조)에 의해 등화관제등을 의무적으로 설치하도록 하였는데, 이들 자동차는 당시 한국에서 지프형 승용차로 불리던 SUV, 총중량 4톤 이상의 자동차였다.
이 등화관제등 의무설치 조항은 1995년에 차폭등과 후미등의 역할을 하는 등화관제표시등이 삭제(당시 조항명이 핀틀후크 의무설치 조항이 생기면서 군용화 장치로 바뀜)된 후, 1999년 7월부터 등화관제등 의무설치 조항이 폐지되었다.

### 등화관제등이 설치된 SUV

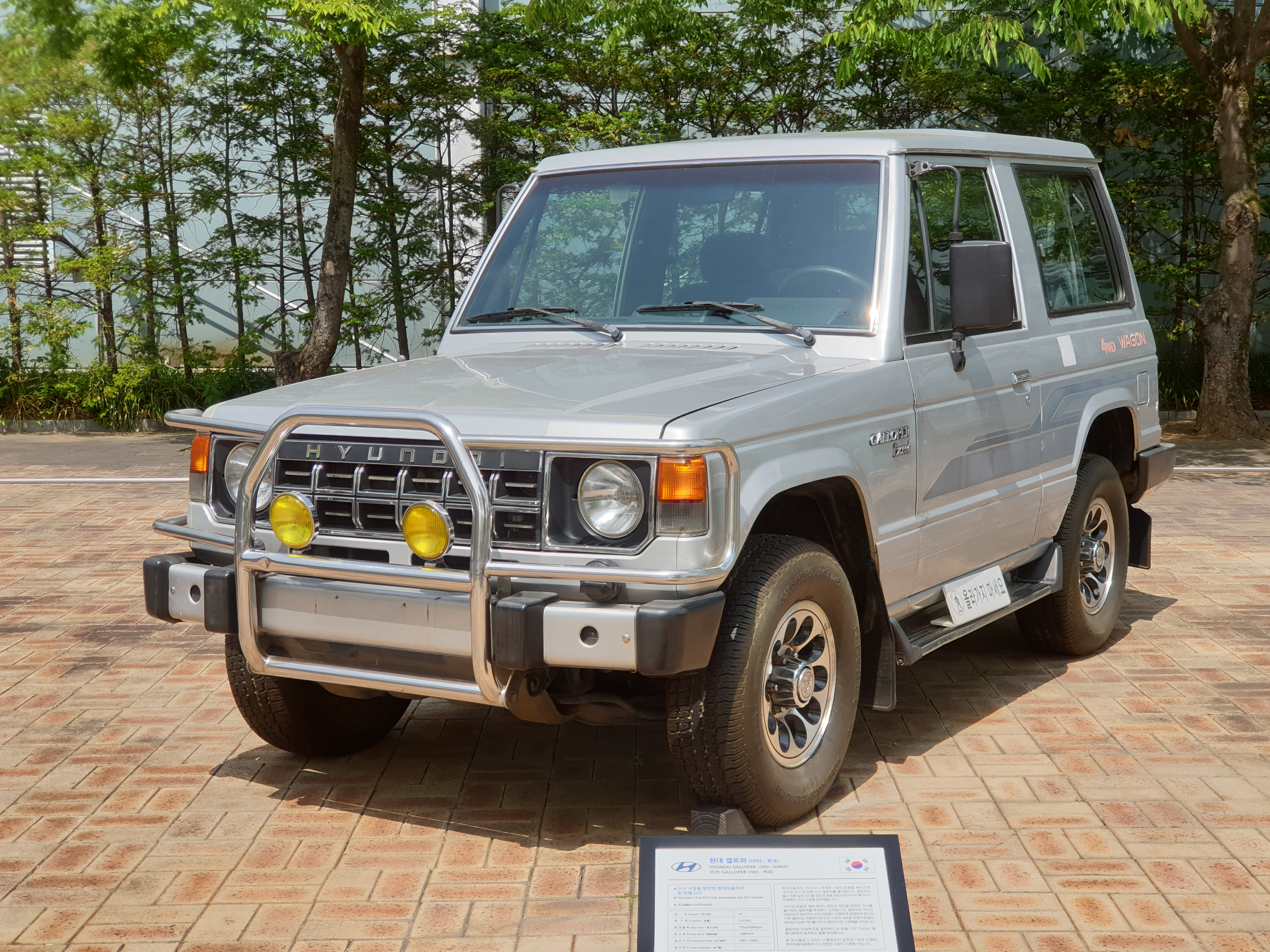
등화관제등이 설치된 SUV(현대 갤로퍼)

등화관제등 의무설치 조항에 의해 등화관제등이 설치된 자동차 가운데 대한민국의 자동차 기업에서 제작한 SUV는 다음과 같다.
- 거화 코란도, 동아 코란도, 쌍용 코란도 1세대(1984년 9월 이후 제작), 2세대
- 쌍용 코란도 훼미리
- 쌍용 무쏘
- 현대 갤로퍼
- 아시아 록스타
- 기아 스포티지 1세대
- 기아 레토나

대한민국에 등화관제등 의무설치가 있던 시기에 지프, 랜드로버, 메르세데스-벤츠 등 타 국가의 자동차 업체에서 제작한 SUV 차종을 대한민국에 수입 및 판매하는 경우에도 등화관제등을 의무적으로 설치하도록 하였으나, 이 중에서는 설치하지 않고 대한민국 국내에 판매된 차종도 존재하였다.